# هيرميس فرانكا
هيرميس فرانسا باروس (تلفظ برتغالي: /ˈeʁmis ˈfɾɐ̃sɐ/؛ مواليد 26 أغسطس 1974) هو مُقاتل فنون قتالية مختلطة برازيلي.

## وصلات خارجية
- هيرميس فرانكا على موقع يو إف سي (الإنجليزية)
- هيرميس فرانكا على موقع شيردوغ (الإنجليزية)
- هيرميس فرانكا على موقع Tapology.com (الإنجليزية)
- هيرميس فرانكا على موقع IMDb (الإنجليزية)
- هيرميس فرانكا على موقع قاعدة بيانات الفيلم (الإنجليزية)